# Hans Truijen
Johannes Paulus Franciscus (Hans) Truijen (Soerabaja, 13 februari 1928 – Klimmen, 9 juli 2005) was een Nederlands kunstschilder en glazenier.

## Leven
Truijen woonde tot zijn derde in Nederlands-Indië. Vervolgens groeide hij op in Den Haag. Hij werd opgeleid aan de Jan van Eyck Academie in Maastricht, waar hij les kreeg van Jos ten Horn en Thé Lau en in 1955 cum laude afstudeerde. Hij ontving in dat jaar de Koninklijke Subsidie voor Vrije Schilderkunst. Vanaf 1964 woonde hij op kasteel 't Huuske te Retersbeek in Zuid-Limburg.
Truijen maakte schilderijen, mozaïeken, muurschilderingen en glas-in-loodramen. De ramen die hij 1966-1968 maakte voor de Sint-Martinuskerk in Wyck (Maastricht) werden zowel geroemd als bekritiseerd. Ze worden wel 'popartramen' genoemd. Hij verbond hier oud en nieuw door met de zeefdrukmethode foto's op het glas aan te brengen en als het ware collages te maken. Zo bracht hij het lijden van Christus samen met de actualiteit van de Vietnamoorlog en de ontmoeting van Paus Paulus VI en de orthodoxe patriarch Athenagoras I met de opstanding van Christus. In 1971 maakte hij een groot pop-artraam voor het Savelbergklooster in Heerlen. Voor de stations in Heerlen en Voerendaal maakte hij in de jaren tachtig ramen met een compositie van elementen die te maken hebben met reizen. Truijen liet zijn ramen uitvoeren bij het atelier Flos in Steyl, het atelier van Hubert Felix in Maastricht en het atelier Joëlle d'Alsace in Lanaken. 
Een opvallend voorbeeld van zijn schilderwerk is de Sint-Catharinakapel in Oud-Lemiers, een romaans zaalkerkje, waarvan hij in 1978 de wanden en het plafond beschilderde. Truijen werd voor zijn bijdrage aan de Nederlandse schilderkunst in 1979 benoemd tot Ridder in de Orde van Oranje-Nassau. 
Truijen overleed in 2005 op 77-jarige leeftijd. Hij was een tweelingbroer van architect Emile Truijen en vader van de beeldhouwer Marc Truijen.

## Werken (selectie)
- twee ramen (1958) voor het priesterkoor van de Sint-Matthiaskerk in Castenray
- ramen met abstracte composities (1960) en een raam met symbolen van de vier evangelisten (1964) voor de Maria-Tenhemelopnemingkerk in Mariadorp
- groot raam met abstracte compositie (1960) voor het Emma-College in Hoensbroek
- 31 ramen (1960, 1963) voor de Clemenskerk in Hulsberg
- figuratieve ramen voor de Pastoor van Arskerk in Delft
- mozaïek Moeder Gods als beschermer van de schippers (1966), Vleeshouwerstraat in Nijmegen
- acht popartramen (1966-1968) voor de Sint-Martinuskerk in Wyck (Maastricht)
- ramen (1968) voor Huize St. Antonius in Echt
- drie ramen (1968) in de kapel van verzorgingstehuis Erkenkamp in Erkenkamp
- ramen ter gelegenheid van het 100-jarig bestaan van de concregatie (1971) in de kapel van Huize De Berg in Heerlen
- popartraam (1971) voor het Savelbergklooster in Heerlen
- muur- en plafondschildering (1978) in de Sint-Catharinakapel in Oud-Lemiers
- Tweedelige glaswand De reizende mens (1985), Station Heerlen
- raam (1987) voor het Station Helmond
- twee ramen met plant- en diermotieven (1990) in de trouwzaal van het gemeentehuis in Voerendaal
- glas in betonraam voor de Bethlehemkerk, Papendrecht

## Afbeeldingen

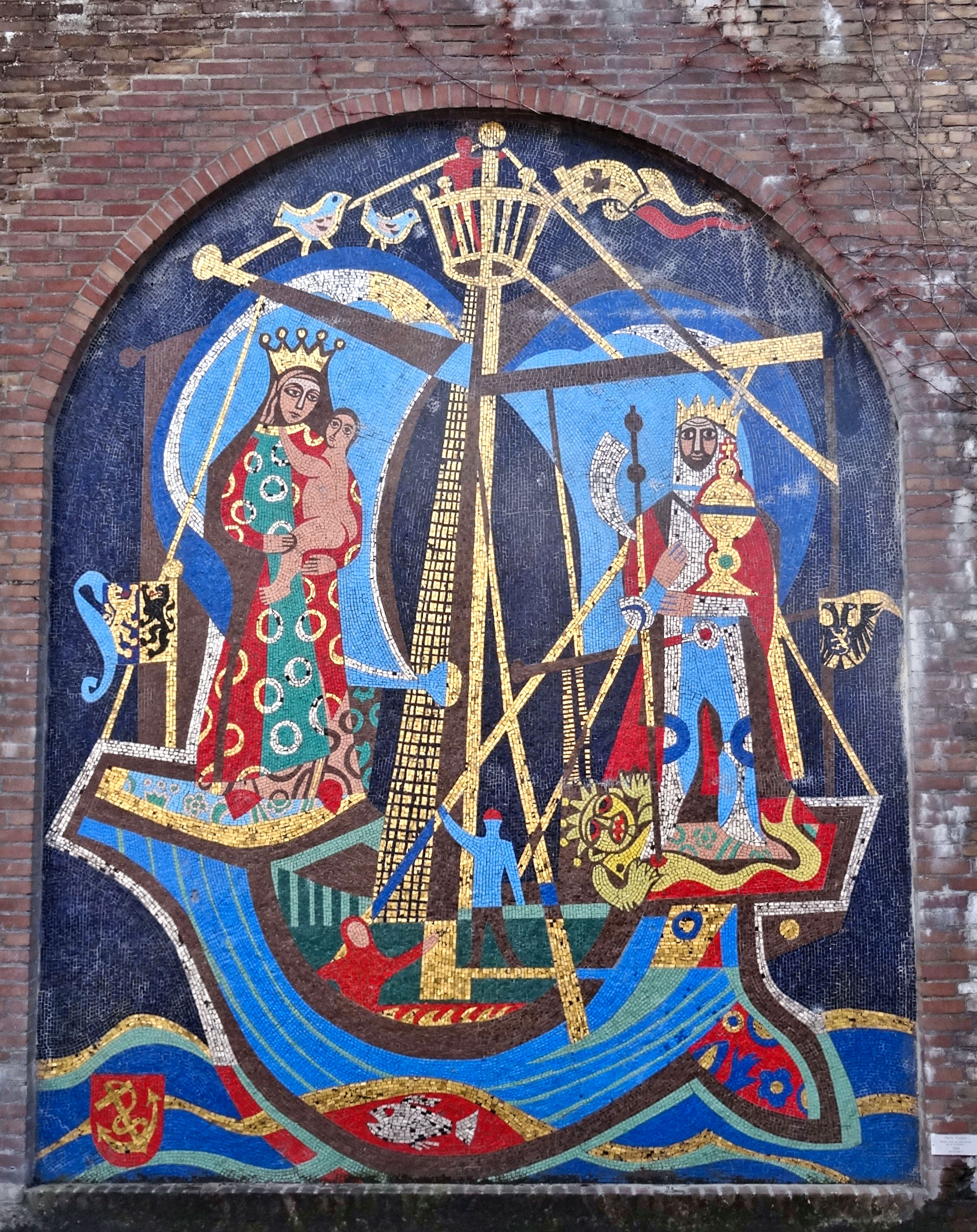
Mozaïek Moeder Gods als beschermer van de schippers (1966)
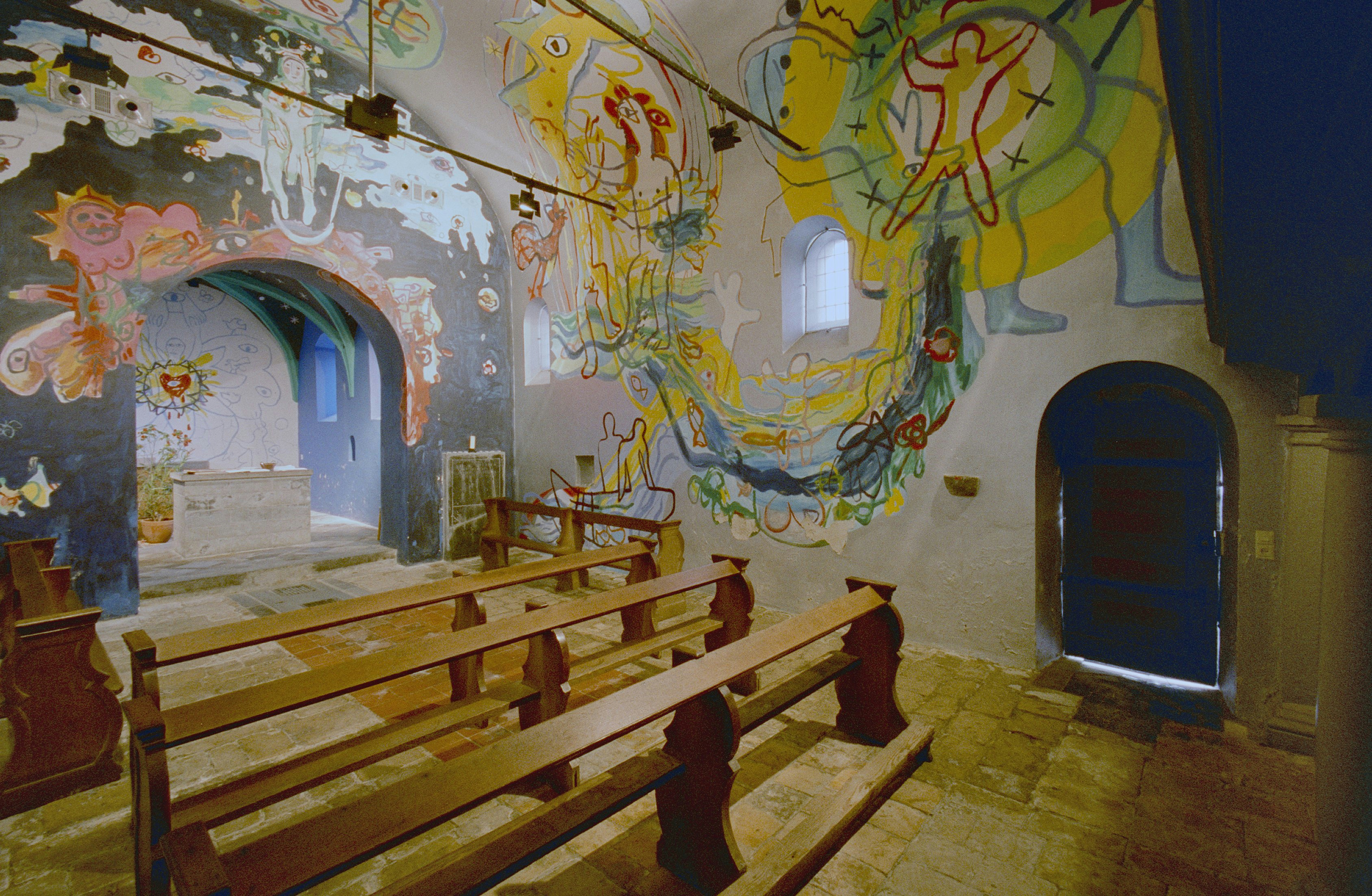
Schilderingen Sint-Catharinakapel (1978)
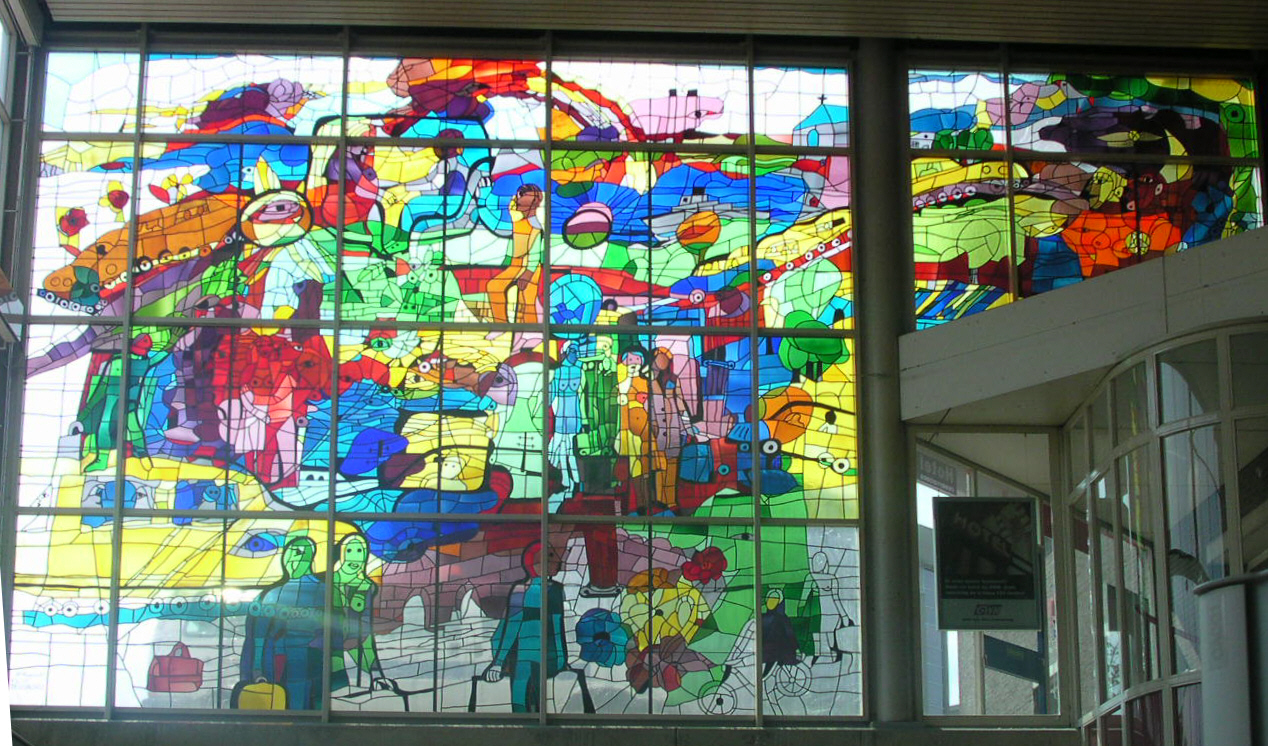
De reizende mens (1985)
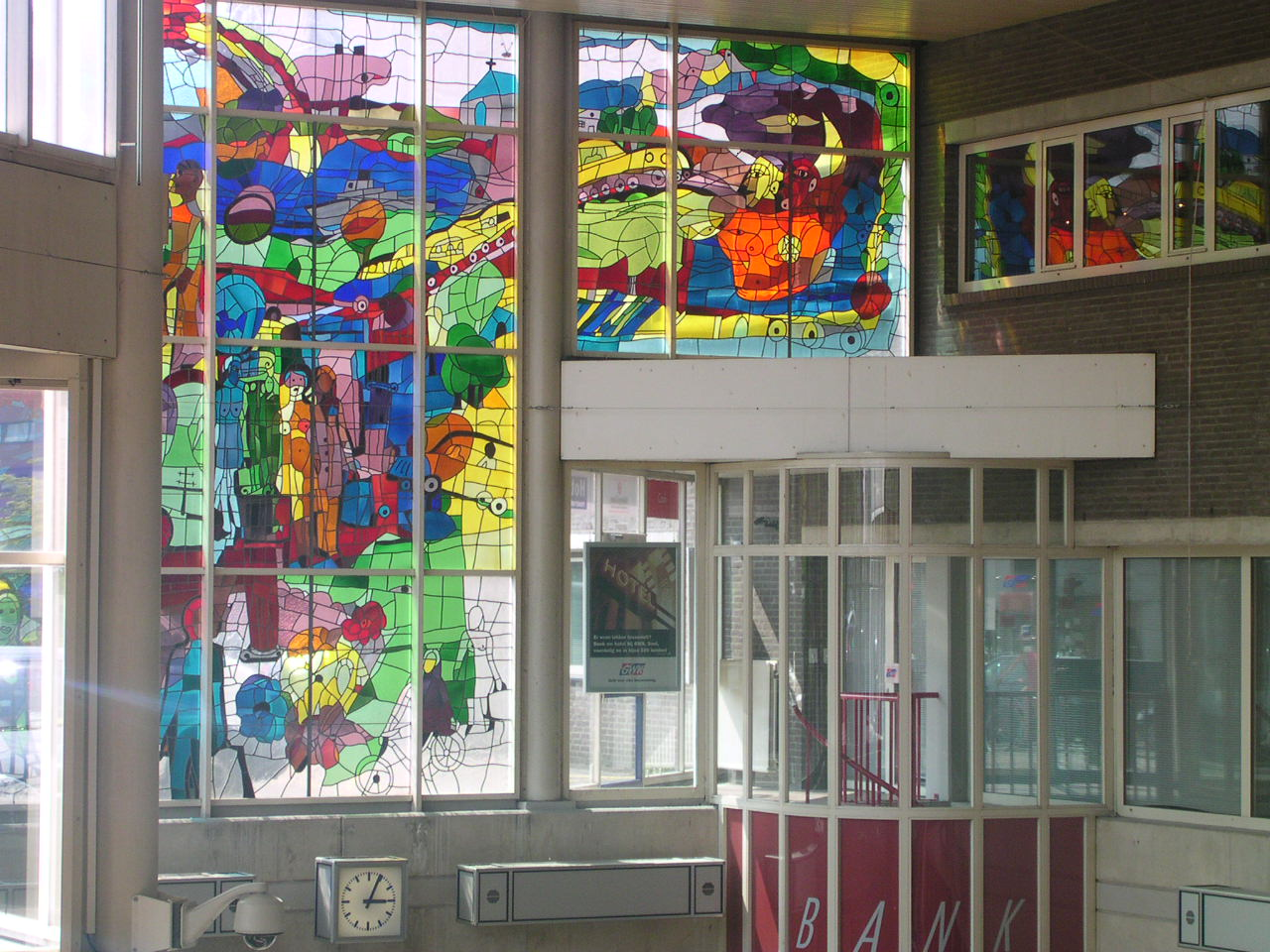
De reizende mens (1985)

## Werk in openbare collecties (selectie)
- Bonnefantenmuseum, Maastricht
- Gemeentemuseum Roermond
- Museum van Bommel van Dam